# Teatro de fantoches

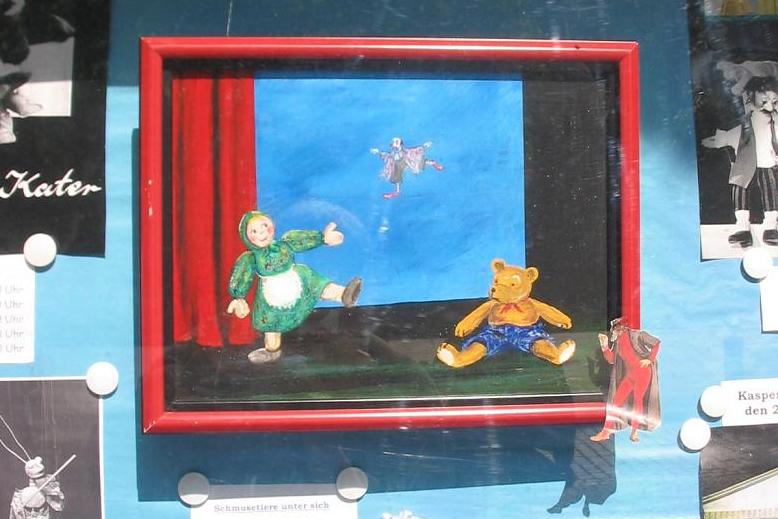
Teatrinho de bonecos (Berlim)

Teatro de fantoches, teatro de bonecos ou teatro de marionetes é o termo que designa, no teatro, à apresentação feita com fantoches, marionetes ou bonecos de manipulação, em especial aqueles onde o palco, cortinas, cenários e demais caracteres próprios são construídos especialmente para a apresentação.

## História
O teatro de fantoches é uma antiga forma de expressão artística originada há cerca de três mil anos. Desde então, os bonecos foram usados para alegrar e comunicar ideias ou necessidades de várias sociedades humanas.
Alguns historiadores defendem que seu uso antecipou os atores no teatro. Evidências mostram que eram utilizados no Egito, em 2000 a.C., com o uso de figuras de madeira operadas com barbante. Bonecos articulados de marfim e argila controlados com cordões também foram encontrados nas tumbas egípcias. Os hieróglifos também descrevem "estátuas que caminham" usadas pelos antigos egípcios em peças teatrais religiosas.
Os escritos mais antigos sobre os bonecos são creditados a Xenofonte em registro datado de 422 a.C..
Michel Giacometti, etnomusicólogo francês que se fixou em Portugal a partir de 1959, fez uma importante recolha de dados etnográficos sobre o teatro de marionetes.

## Técnicas de manipulação
- Robótica - manipulação com uso da tecnologia moderna[4]
- Bonecos habitáveis - o boneco é vestido pelo manipulador[4]
- Associação de gatilho - boneco é acionado à distância com técnica de vara de origem chinesa. Utiliza-se colete, o que permite ao ator trabalhar com bonecos maiores, mas com mãos livres para utilizar manetes e vara[4]
- Luva-mamulengo - a luva é uma dos tipos da manipulação direta, ou seja, o artista está diretamente ligado ao boneco. A palavra "mamulengo" é uma referência a um folguedo de Pernambuco[4]
- Objetos - incorporação de elementos para construção da narrativa[4]
- Títeres de vara - variação de origem chinesa, com utilização de grande número de varas em cada boneco para aumentar as possibilidades de movimento[4]

## Teatro de fantoches pelo mundo

### Teatro de fantoches persa
Kheime'h-shab-bazi é o nome do tradicional teatro de fantoches persa, executado em uma pequena câmera. Há duas pessoas envolvidas: o artista musical e um outro, denominado morshed. Os diálogos ocorrem entre o morshed e os bonecos. A forma de atuação, as caracterizações e as técnicas de redação dos textos tornam essa forma de teatro de bonecos única e opilanal entre as demais.
Uma variação desse teatro surgiu no Irã, durante a era Qajar, sendo ainda bastante popular naquele país. A ópera de bonecos "Rostam e Sohrab" é o exemplo mais notável desta arte no Irã atual.

### Teatros famosos

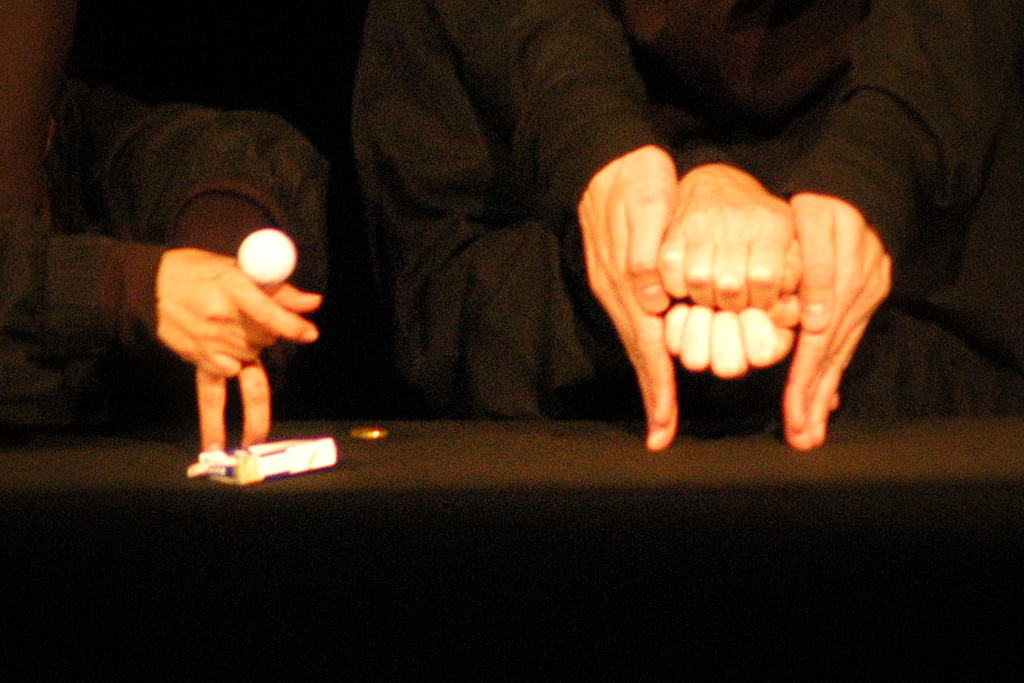

- O Lambert Puppet Theatre & Museum de Dublin é um importante núcleo de apresentação desta arte.
- Teatro de Guinhol, modalidade francesa.
- Teatro Aquático de Fantoches, no Vietnam.
- Teatro de Marionetes da Sicília.
- Teatro de Marionetes de Lübeck.

## Teatro de fantoches na educação
Muitos educadores utilizam os fantoches para auxiliar na formação dos alunos  da educação infantil e primeiro ciclo do fundamental. O Teatro de Fantoches facilita a introdução de temas e matérias transversais, melhora a socialização na escola, estimula o entendimento de conceitos e a frequência da leitura. História, matemática, ciências, português, e todos os demais conteúdos programáticos podem ser explorados em cenas e enredos com fantoches, pois, durante a apresentação, as crianças ficam suscetíveis e concentradas nas informações e acontecimentos do teatro.